# Ochranný přístav České Vrbné
Ochranný přístav České Vrbné, nebo také Marina České Vrbné, je veřejný říční přístav na Vltavě na říčním kilometru 233,30. Leží na katastrálním území obce České Budějovice, v místní části České Vrbné, od jehož centra je ve vzdálenosti 600 m severovýchodně. Přístav sousedí s Vodáckým areálem Lídy Polesné a leží cca 200 metrů nad zdymadlem České Vrbné.

## Historie
Přístav byl vybudován v období podzim 2009 až duben 2011. Správcem a provozovatelem je Povodí Vltavy.

## Základní parametry
Přístav slouží pro bezpečné stání plavidel na Vltavské vodní cestě. Je navržen pro stání 27 malých plavidel (13 plavidel délky do délky 12 m a 14 plavidel do délky 9 m) a 2 stání osobní lodi. Přístav zabezpečuje ochranu za vysokých vodních stavů i kotvení mimo plavební sezonu.
Přístav umožňuje také spouštění a vytahování lodí na souš pomocí skluzu a jeřábu s nosností 10 tun a nabízí servis pro lodě i posádky. Nad vjezdem do přístaviště stojí unikátní zvedací most, který umožňuje vjezd lodí až do výšky 5,25 m.

## Fotogalerie

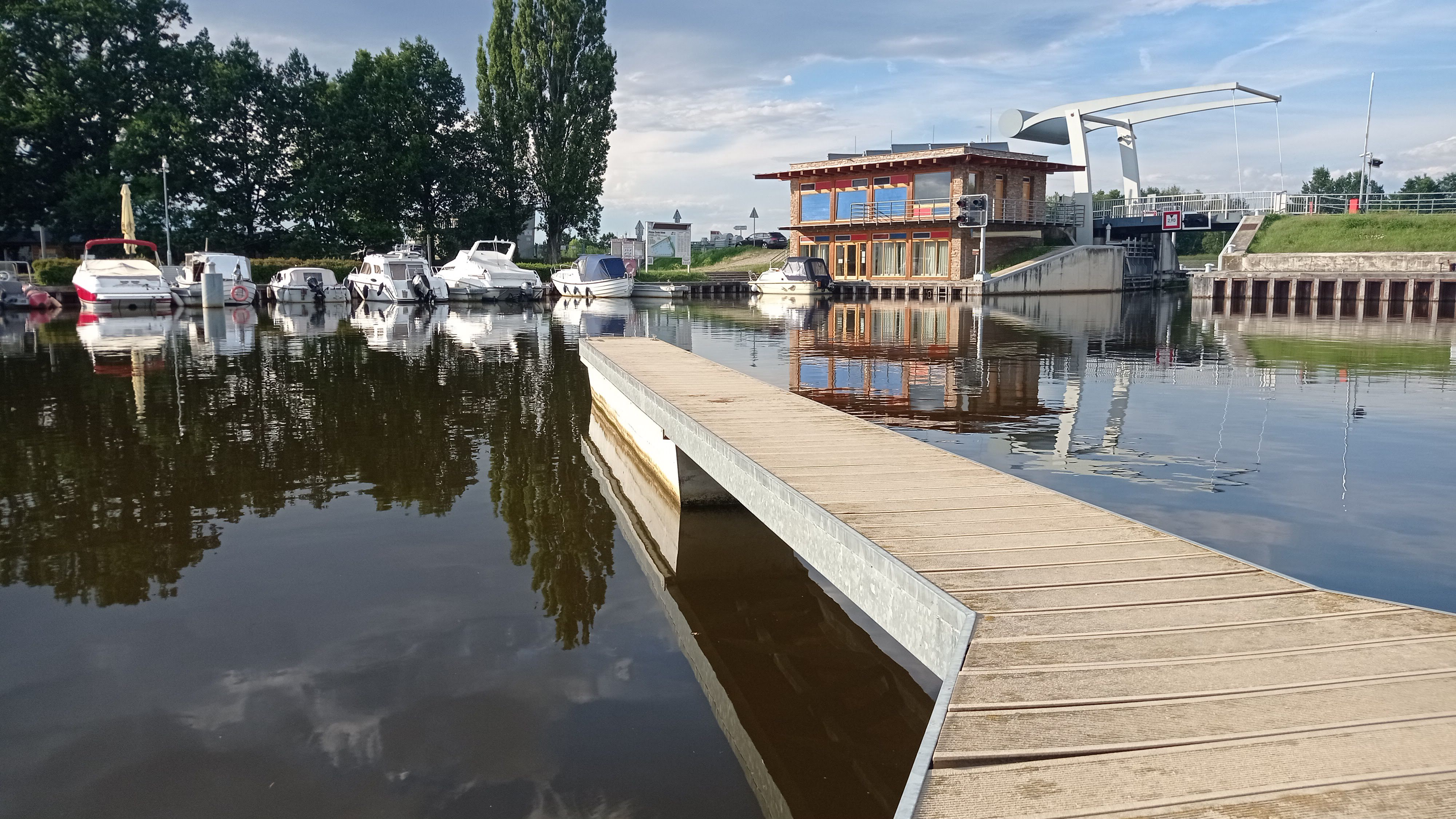
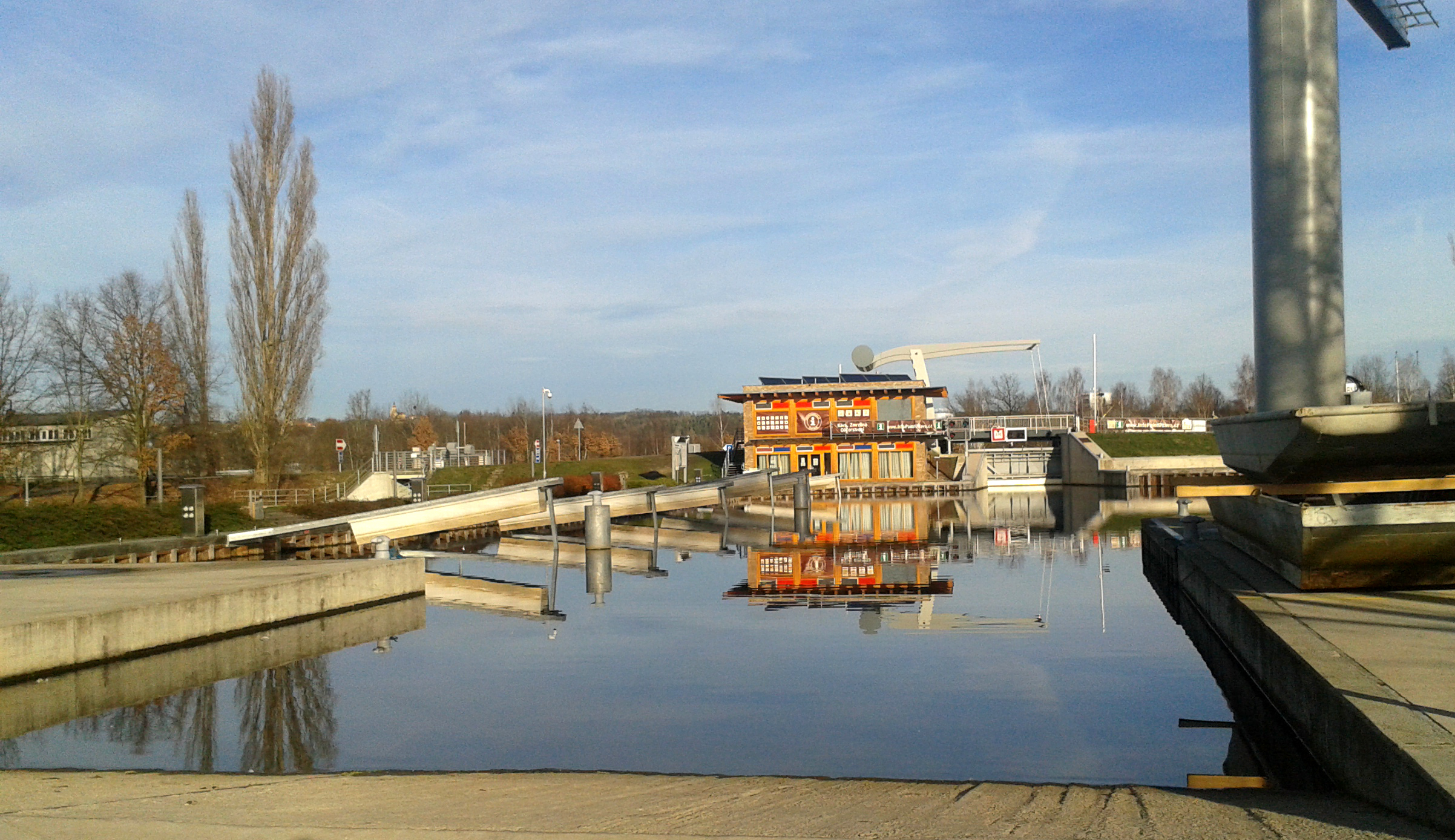
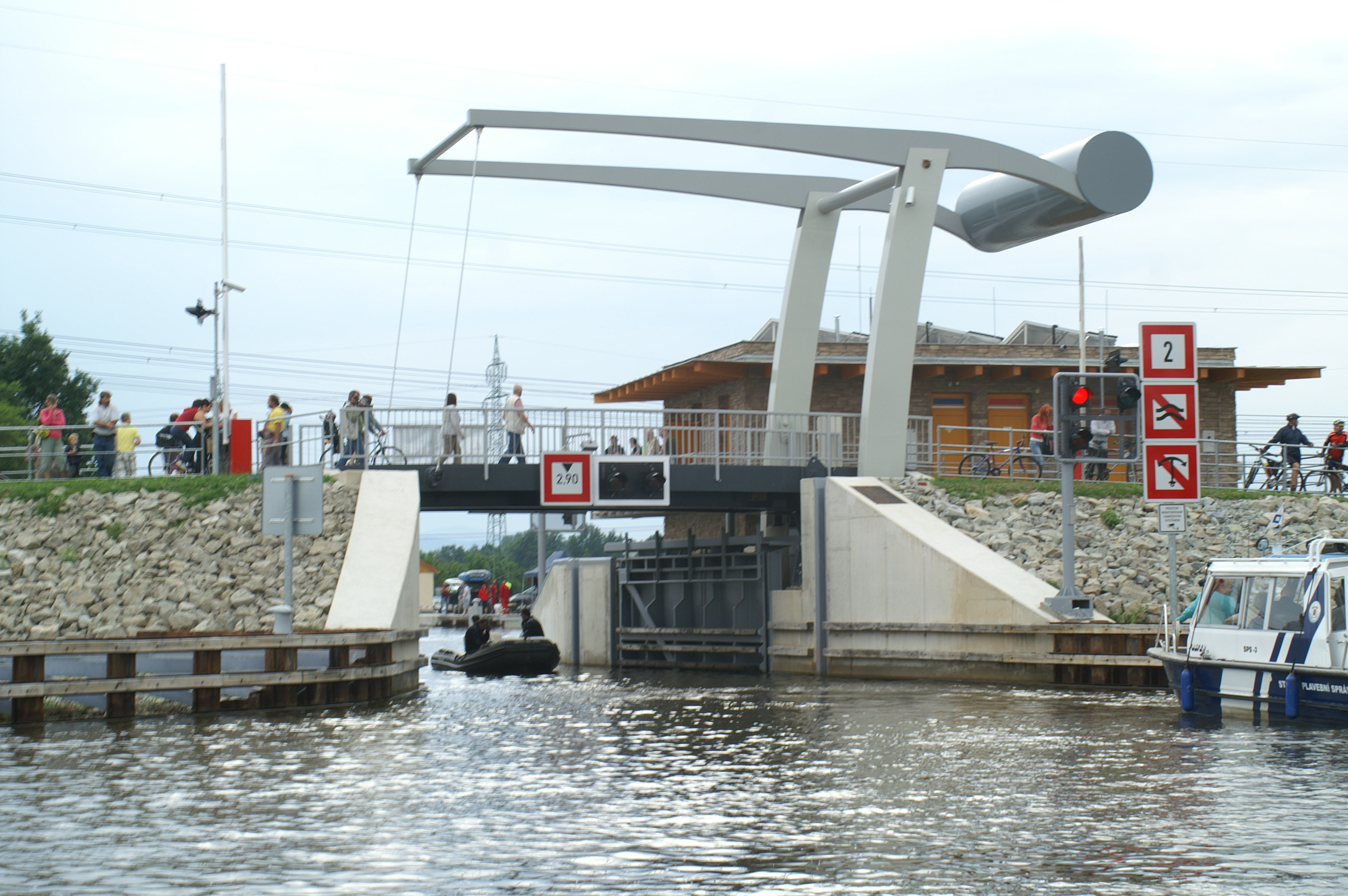
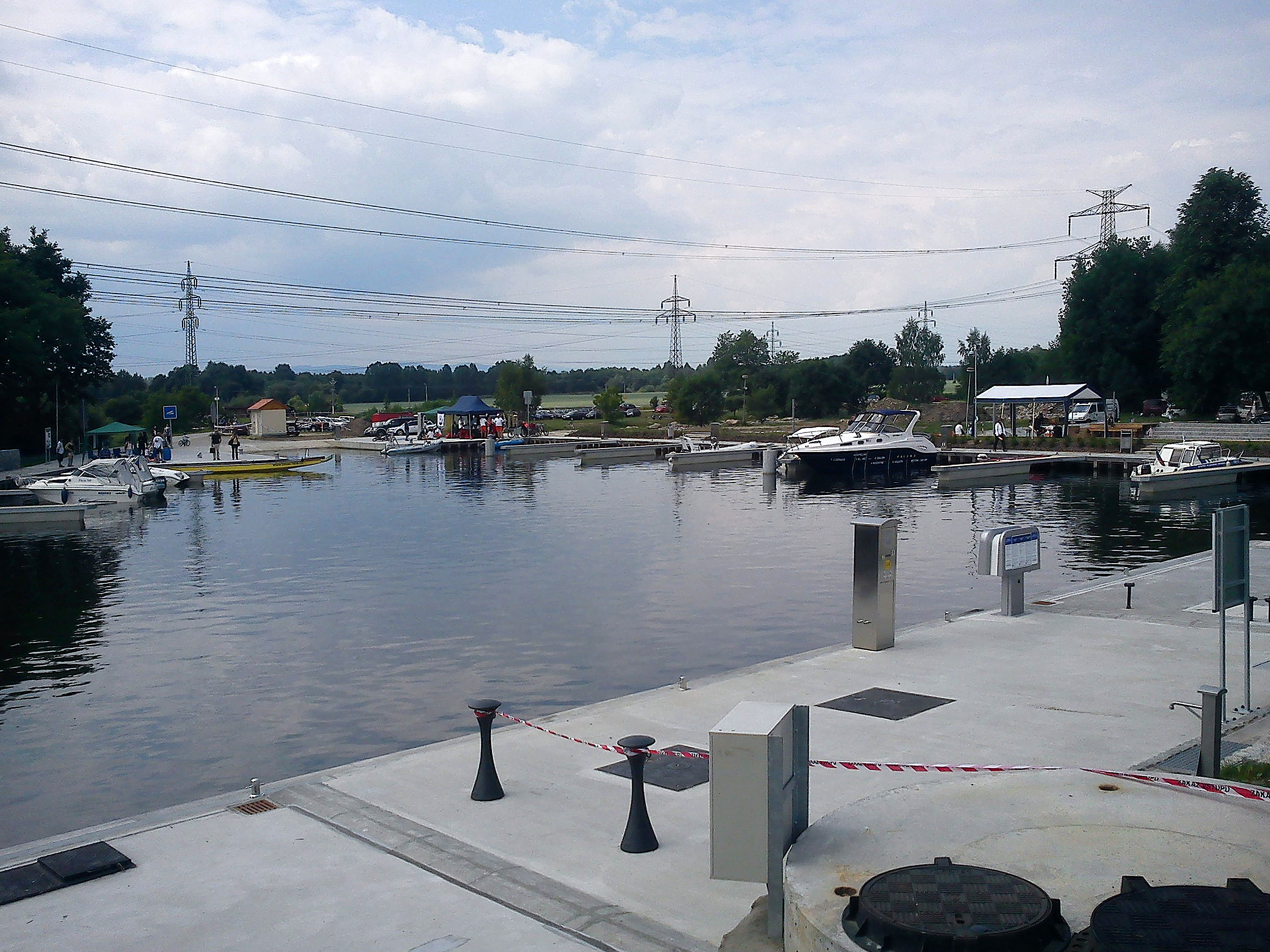
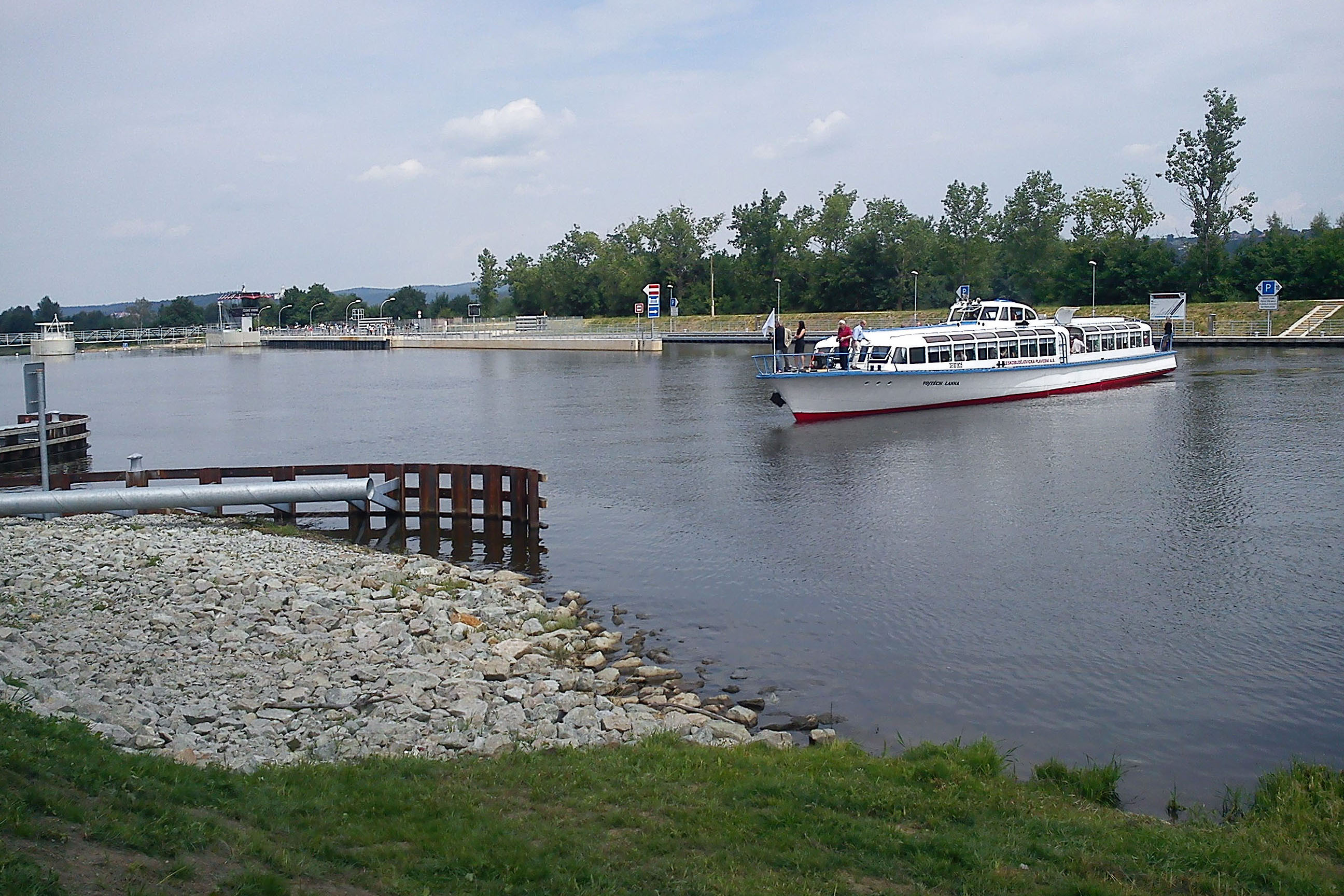